# Le Carrousel des maléfices

Le Carrousel des maléfices est un recueil de nouvelles fantastiques de Jean Ray, paru en 1964.
Le recueil est dédié au docteur Urbain Thiry, chef de l'hôpital de la Biloque.

## Table des matières
- Mathématiques supérieures
- La Tête de monsieur Ramberger
- Bonjour, M. Jones !
- Histoires drôles
- Têtes-de-lune
- Le Banc et la Porte
- Croquemitaine n'est plus…
- Puzzle
- L'envoyée du retour
- La Sotie de l'araignée
- Le Beau Dimanche
- Le « Tessaract »
- La Sorcière
- Les Gens célèbres de Tudor Street
- Trois petites vieilles sur un banc
- La Conjuration du lundi
- Un tour de cochon
- Smith…, comme tout le monde
- Le Formidable Secret du Pôle